# NK Malo Selo
NK Malo Selo iz Molega Sela, Stari Grad, otok Hvar, bivši hrvatski nogometni klub.

## Povijest
Osnovan je 1927. godine.